# Dieter Dörr (Jurist)
Dieter Dörr (* 17. April 1952 in Tübingen) ist ein deutscher Jurist.

## Leben
Dieter Dörr ist der Sohn des Mathematikers Johannes Dörr. Nach dem Studium der Rechtswissenschaften an der Universität des Saarlandes legte er im November 1977 die Erste Juristische Staatsprüfung und im Mai 1980 die Zweite Juristische Staatsprüfung ab. Dörr promovierte 1983 mit Faires Verfahren: Gewährleistung im Grundgesetz der Bundesrepublik Deutschland an der Universität des Saarlandes und habilitierte sich 1987 in Köln mit einer Arbeit über Die deutsche Handelsflotte und das Grundgesetz. 1988 bis 1990 war er Professor am Institut für Internationale Angelegenheiten der Universität Hamburg, von 1990 bis 1995 Justitiar beim Saarländischen Rundfunk. Seit 1. Oktober 1995 hat er den Lehrstuhl für Öffentliches Recht, Völker- und Europarecht, Medienrecht an der Johannes Gutenberg-Universität Mainz inne.
Er ist außerdem Direktor des Mainzer Medieninstitutes, Mitautor des Kommentars zum Rundfunkstaatsvertrag und hat daneben zahlreiche Publikationen zum nationalen, europäischen und internationalen Medienrecht verfasst. Dörr ist Vorstandsmitglied des Fribourger Arbeitskreises für Rundfunkökonomie (FAR), stellvertretender Sprecher des Forschungsschwerpunkts Medienkonvergenz an der Johannes Gutenberg-Universität Mainz, Mitglied der Kommission zur Ermittlung der Konzentration im Medienbereich (KEK) sowie Mitglied des Advisory Panel on Media Diversity des Europarates und seit 2003 Richter im Nebenamt am OLG Koblenz. Zudem ist er als Herausgeber der Schriftenreihe Studien zum deutschen und europäischen Medienrecht sowie Mitherausgeber der Schriftenreihe Medienkonvergenz/Media Convergence tätig.
Unter seinem Vorsitz untersagte die Kommission zur Ermittlung der Konzentration im Medienbereich (KEK) dem Axel Springer Verlag, den Sender ProSiebenSat.1 Media zu übernehmen. Der Fall erregte bundesweites Aufsehen: Gemäß den Berechnungen der KEK wäre durch die Verbindung von Zeitungs-, Fernseh- und Internetangeboten eine vorherrschende Meinungsmacht entstanden.
Im September 2019 gehörte er zu den etwa 100 Staatsrechtslehrern, die sich mit dem offenen Aufruf zum Wahlrecht Verkleinert den Bundestag! an den Deutschen Bundestag wandten.

## Veröffentlichungen (Auswahl)
- Faires Verfahren. Gewährleistung im Grundgesetz der Bundesrepublik Deutschland. Engel, Kehl am Rhein 1984, ISBN 3-88357-028-1 (Dissertation Universität Saarbrücken).

- Die deutsche Handelsflotte und das Grundgesetz (= Schriften zum öffentlichen Recht und zur Verwaltungslehre, Bd. 39). Vahlen, München 1988, ISBN 3-8006-1335-2 (Habilitationsschrift Universität Köln).

- mit Reinhold Kopp und Wolfgang Closs: Die Rechtsstellung der Landesmedienanstalten in grenzüberschreitenden Angelegenheiten. Rechtsgutachten (= Schriftenreihe der Landesmedienanstalten, Bd. 5). Vistas-Verl., Berlin 1996, ISBN 3-89158-174-2.

- Die Rolle des öffentlich-rechtlichen Rundfunks in Europa (= Beiträge zum Rundfunkrecht, Bd. 48). Nomos, Baden-Baden 1997, ISBN 3-7890-4595-0.

- Die Verfassungsbeschwerde in der Prozeßpraxis (= Schriften für die Prozeßpraxis, Bd. 2). 2. Aufl. O. Schmidt, Köln 1997, ISBN 3-504-65303-5.

- mit Michael Fromm: Programmvielfalt im öffentlich-rechtlichen Rundfunk durch funktionsgerechte Finanzausstattung. Rechtsgutachten. Nomos, Baden-Baden 1997/1998, ISBN 3-7890-5196-9.

- Die verfassungsrechtliche Stellung der Deutschen Welle (= Schriftenreihe des Instituts für Rundfunkrecht an der Universität zu Köln, Bd. 70). Beck, München 1998, ISBN 3-406-43516-5.

- Die Spartenkanäle von ARD/ZDF und das Europarecht (= Schriftenreihe des Instituts für Rundfunkrecht an der Universität zu Köln, Bd. 74). Beck, München 1999, ISBN 3-406-44989-1.

- mit Mark D. Cole: Big Brother und die Menschenwürde. Die Menschenwürde und die Programmfreiheit am Beispiel eines neuen Sendeformats (= Studien zum deutschen und europäischen Medienrecht, Bd. 4). Lang, Frankfurt/M. 2000, ISBN 3-631-36737-6.

- Sport im Fernsehen. Die Funktionen des öffentlich-rechtlichen Rundfunks bei der Sportberichterstattung (= Studien zum deutschen und europäischen Medienrecht, Bd. 8). Lang, Frankfurt/M. 2000, ISBN 3-631-37387-2.

- mit Stephanie Schiedermair: Die Deutsche Welle. Die Funktion, der Auftrag, die Aufgaben und die Finanzierung heute (= Studien zum deutschen und europäischen Medienrecht, Bd. 15). Lang, Frankfurt/M. 2003, ISBN 3-631-51685-1.

- (Mithrsg.): Handbuch Medienrecht. 3. Aufl. Fachmedien Recht und Wirtschaft, Frankfurt/M. 2022, ISBN 978-3-8005-1690-2.

- (Mitautor): Medienrecht. 7. Aufl. C.F. Müller, Heidelberg 2023, ISBN 978-3-8114-5907-6.

- mit Birgit Stark und Stefan Aufenanger (Hrsg.): Die Googleisierung der Informationssuche. Suchmaschinen zwischen Nutzung und Regulierung. De Gruyter, Berlin / Boston, Massachusetts, USA 2014, ISBN 978-3-11-033818-8.[7]

Festschrift
- Mark D. Cole u. a. (Hrsg.): Die Entfaltung von Freiheit im Rahmen des Rechts. Festschrift für Dieter Dörr zum 70. Geburtstag : Verfassungsrecht, Internationales Recht, Medienrecht. C. F. Müller, Heidelberg 2022, ISBN 978-3-8114-5909-0.